# Geschichten aus der Gruft
Geschichten aus der Gruft (englischer Originaltitel: Tales from the Crypt) ist eine US-amerikanische Horror-Fernsehserie, welche von 1989 bis 1996 in den USA (und – stark gekürzt – später auch in Deutschland auf Sat.1) ausgestrahlt wurde. Es wurden 93 Episoden produziert, die in sieben Staffeln aufgeteilt waren. Die Serie basiert auf der Comicreihe Tales from the Crypt aus den 1950er Jahren, die von William M. Gaines bei EC Comics herausgegeben wurde. Abgesehen von Tales from the Crypt dienten auch Geschichten aus den ebenfalls von EC Comics verlegten Horror-Comic-Serien Haunt of Fear und Vault of Horror, sowie gelegentlich aus den Krimi-Comic-Serien Crime SuspenStories und Shock SuspenStories, als Vorlagen.
Die Kurzgeschichten-Serie war eine der wenigen, die ohne Überprüfung durch die FCC veröffentlicht werden konnte, weil sie über den Kabelsender HBO vertrieben wurde. Dieses ermöglichte den Produzenten, in der Serie Inhalte zu verarbeiten, die ansonsten zensiert werden, wie Gewalt-, Drogen- und Sex-Szenen.
Die Produktion der Serie begann in den USA, gefilmt in Kalifornien, wurde in späteren Folgen in England weiterproduziert und beinhaltete dann Geschichten, die sich um britische Charaktere drehten.

## Episoden

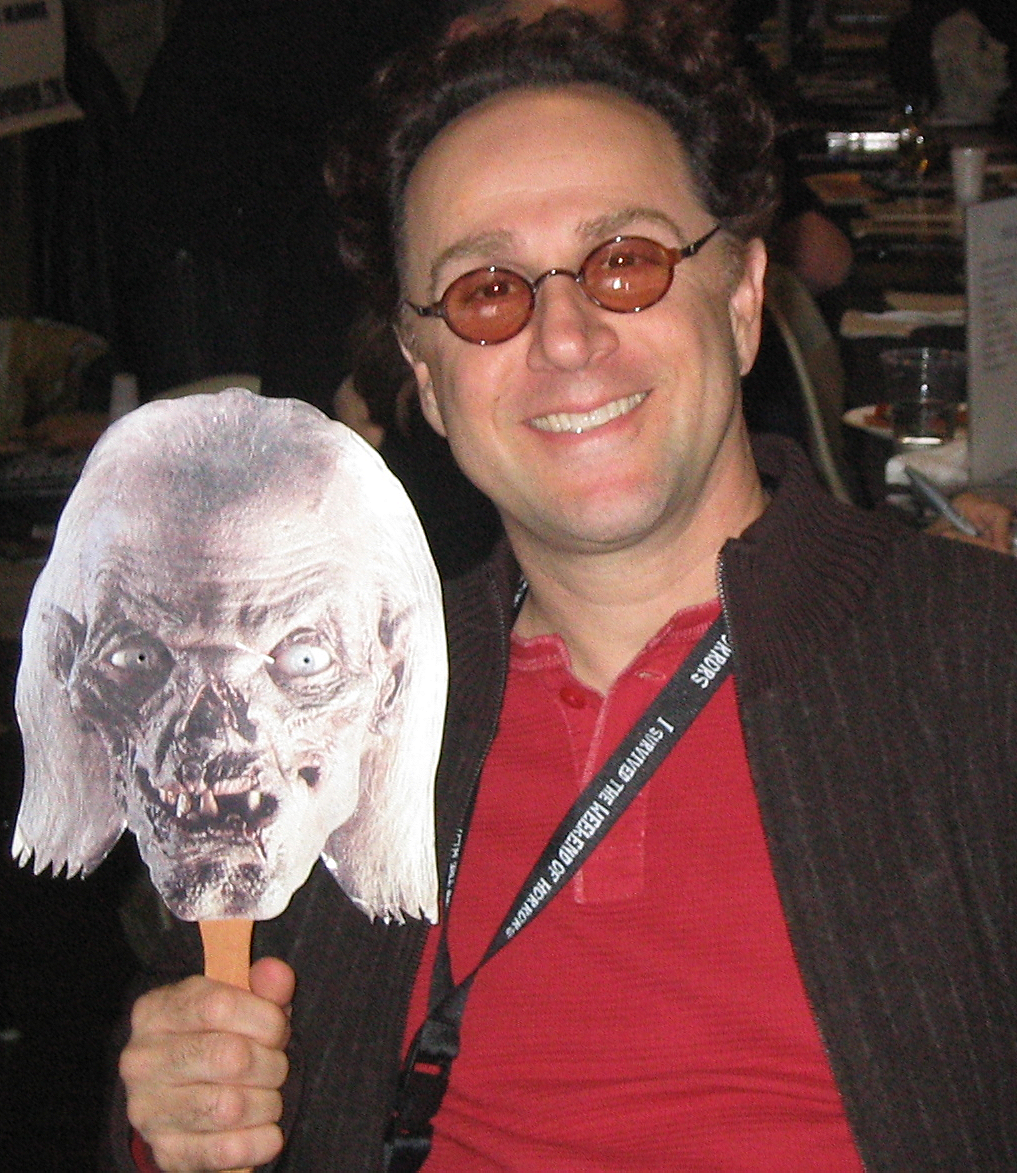
John Kassir auf einer Horror-Convention, in seiner Hand ein Bild des „Cryptkeepers“.

Ursprünglich war Tales from the Crypt als Kinofilm konzipiert, der drei Episoden beinhalten sollte. Da frühere Horror-Episoden-Filme wie Unheimliche Schattenlichter, Die unheimlich verrückte Geisterstunde oder Katzenauge wirtschaftlich nur mäßig erfolgreich waren, entschied man sich dazu, für das Fernsehen zu produzieren.
Jede der Einzelgeschichten begann und endete mit einer Moderation des Cryptkeepers, einem klugschwatzenden, halbverwesten Zombie, der als Puppentrick realisiert wurde. Das Aussehen der Puppe wurde dabei grob an den Gesichtszügen ihres Synchronsprechers John Kassir angelehnt. In der deutschen Version wurde der Cryptkeeper zunächst von Günther Jerschke synchronisiert (bis Mitte der ersten Staffel), dann von Dieter Memel, danach von Tommi Piper.
Die Geschichten folgen oft einem typischen Märchen-Muster, nach dem unmoralisches Verhalten bestraft wird. Die Strafe fällt dabei meist ungewöhnlich grausig und sehr unerwartet aus. Somit sind die Geschichten z. B. vergleichbar mit Hänsel und Gretel, einem der Grimms Märchen, in dem eine böse alte Frau zur Strafe in einen Backofen geworfen wird.
Gewalt wird hier pointiert als Mittel zu Darstellung des Verhaltens oder der resultierenden Strafe benutzt und ist trotz teilweise drastischer Effekte nie Selbstzweck.
Viele der Episoden hatten berühmte Gaststars, so Tom Hanks, Roger Daltrey, Tim Roth, Bill Paxton, Daniel Craig, Whoopi Goldberg, Michael J. Fox, Demi Moore, Ute Lemper, Joe Pesci, Brad Pitt, Steve Buscemi, Susan Tyrrell, Tim Curry, Catherine O’Hara und auch Arnold Schwarzenegger (2. Folge der 2. Staffel, Das Tauschgeschäft). Einige der Gaststars führten auch selbst die Regie der Episode.
Viele bekannte Regisseure waren an der Serie beteiligt. So inszenierten Gary Fleder und William Malone jeweils zwei Episoden, die Regisseure Richard Donner, Robert Zemeckis, Russell Mulcahy und Stephen Hopkins drei und mehr.
Besonders bemerkenswert ist die Folge Tote leben länger (You, Murderer), die als eine der ersten Filmproduktionen computergenerierte Darsteller verwendete. So erschien zu Anfang der Folge Alfred Hitchcock in einem Cameo-Auftritt und die Hauptrolle spielte Humphrey Bogart. Ein weiterer Höhepunkt der Folge ist weiterhin das Auftreten von Isabella Rossellini, die hier, wohl zum ersten und auch einzigen Mal, eine Parodie auf ihre Mutter Ingrid Bergman, der sie immer ähnlicher sieht, vortrug.

## Ableger

### Spielfilme
Basierend auf der Serie wurden drei Spielfilme gedreht:
- Ritter der Dämonen (Demon Knight) von 1995: Der Film war an den Kinokassen sehr erfolgreich und spielte 21 Millionen US-Dollar in den Kinos ein.
- Bordello of Blood (Bordello of Blood) von 1996: Der Film hatte weniger Erfolg: Er spielte nur etwa 5 Millionen US-Dollar in den US-Kinos ein.
- Das Ritual – Im Bann des Bösen (Tales from the Crypt presents: Revelation / Ritual) von 2001: Der Film ist ein freies Remake von Ich folgte einem Zombie von 1943. Da die Testvorführungen miserabel verliefen, wurde die Rahmenhandlung mit dem Cryptkeeper – wie auch jeder andere Verweis auf die Serie – entfernt und der Film wurde nur auf DVD veröffentlicht.

Referenzen finden sich zudem in Drei Wege in den Tod aus dem Jahre 1992 (Regie: Richard Donner, Tom Holland, Robert Zemeckis), Creepshow aus dem Jahr 1982 (Regie: George A. Romero) und seiner Fortsetzungen Creepshow 2 (1987) und Creepshow 3 (2006) sowie der von 1984 bis 1988 ausgestrahlten Fernsehserie Tales from the Darkside.

### Animationsserien
Als Zeichentrickfilm-Serie für das Fernsehen gab es 1993 die Serie Geschichten aus der Gruft (orig. Tales from the Cryptkeeper), die im Stil den Real-Verfilmungen glich, jedoch ohne deren explizite Elemente wie Gewalt, Drogen und Sex zu übernehmen.
Eine Kinder-Spielshow mit dem Titel Secrets of the Cryptkeeper's Haunted House ist ebenfalls als Ableger zu verzeichnen.
Nach der Absetzung der Originalserie entstand 1997 die Serie Perversions of Science, die statt Horror Science-Fiction-Inhalte aufwies, jedoch im selben Jahr abgesetzt wurde.

## Trivia
- Die letzte Episode der Originalserie bezieht sich auf das Märchen Die drei kleinen Schweinchen.
- Im Gegensatz zum Rest der Serie ist die letzte Episode eine Zeichentrickfolge.
- Im Jahr 1993 stellte die Firma Data East einen Flipperautomaten zur Serie her.

## Auszeichnungen
Neben verschiedenen Nominierungen gewann Tales from the Crypt die folgenden Auszeichnungen:
- 1991 – Motion Picture Sound Editors’ Golden Reel Award für Best Sound Editing – Television Half-Hour – ADR
- 1992 – Motion Picture Sound Editors’ Golden Reel Award für Best Sound Editing – Television Episodic – Effects and Foley
- 1993 – Motion Picture Sound Editors’ Golden Reel Award für Best Sound Editing – Television Episodic – Effects and Foley
- 1994 – American Cinema Editors’ Eddie Award für Best Edited Half Hour Series for Television (für die Episode People Who Live in Brass Hearses)

## Veröffentlichungen
Seit 1999 erschien die Serie in den USA in unregelmäßigen Abständen auf DVD:
- 1999 Tales from the Crypt – The Robert Zemeckis Collection
- 2005 Tales from the Crypt – The Complete First Season
- 2005 Tales from the Crypt – The Complete Second Season
- 2006 Tales from the Crypt – The Complete Third Season
- 2006 Tales from the Crypt – The Complete Fourth Season
- 2006 Tales from the Crypt – The Complete Fifth Season
- 2007 Tales from the Crypt – The Complete Sixth Season
- 2007 Tales from the Crypt – The Complete Seventh Season

In Deutschland ist am 14. Mai 2002 unter dem Namen Masters of Horror auf acht DVDs bzw. VHS-Videos eine Auswahl von insgesamt 32 Folgen der Serie erschienen. Die DVDs sind in einer stark gekürzten FSK-16-Version (20 Folgen), in einer immer noch gekürzten FSK-18-Version sowie ungeprüft und somit auch völlig ungeschnitten erschienen (jeweils 32 Folgen). Die Videos existieren nur in der teils gekürzten FSK-18-Version.
Eine überarbeitete Version erschien am 20. Juli 2004 wieder unter dem ursprünglichen Namen Tales from the Crypt auf vier DVDs mit insgesamt 32 Folgen der Serie. Im Gegensatz zum Original enthält die neue Version jetzt auch eine englische Originaltonspur und eine leicht verbesserte Bildqualität.
Zudem hat das deutsche Label '84 Entertainment die Veröffentlichung aller sieben Staffeln in ungeschnittener Form inklusive Originalton und deutscher Sprache auf DVD angekündigt. Die erste Staffel erschien am 4. Juni 2010, die zweite am 1. Oktober 2010, die dritte Staffel am 29. April 2011, die vierte Staffel am 31. Mai 2011 und die fünfte Staffel am 7. November 2011. Die Veröffentlichung der sechsten Staffel ist für den 20. Juli 2012 vorgesehen. Die siebte und zugleich letzte Staffel soll auch noch folgen – Der Termin für die Veröffentlichung ist für den 30. November 2012 geplant. Damit wäre diese Veröffentlichung die erste Region-2-Veröffentlichung der kompletten TV-Serie.
| Name                                                     | Veröffentlichung | Kurzinformationen | Disks |
| -------------------------------------------------------- | ---------------- | --- | ----- |
| Geschichten aus der Gruft: Die komplette erste Staffel   | 25. Mai 2010     | Enthält alle 6 Folgen der ersten Staffel sowie Bonusmaterial: - 3 Dokumentationen: „Vom Comic-Heft zum Fernsehen“ und „Die Geschichte zur ersten Staffel“ - Booklet mit Episodenguide und Geschichten aus der Gruft Comic                                        | 2     |
| Geschichten aus der Gruft: Die komplette zweite Staffel  | 1. Oktober 2010  | Enthält alle 18 Folgen der zweiten Staffel sowie Bonusmaterial: - 2 Dokumentationen: „Behind-the-Screams“ und „Vom Fernsehen zum Radio“ - Booklet mit Episodenguide und Geschichten aus der Gruft Comic                                                          | 3     |
| Geschichten aus der Gruft: Die komplette dritte Staffel  | 29. April 2011   | Enthält alle 14 Folgen der dritten Staffel sowie Bonusmaterial: - Dokumentation: „Die Macher einer Legende“ - Forumdiskussion über die Serie (Comic Con San Diego) - Musikvideo: „Crypt Jam“ - Booklet mit Episodenguide und Geschichten aus der Gruft Comic     | 3     |
| Geschichten aus der Gruft: Die komplette vierte Staffel  | 31. Mai 2011     | Enthält alle 14 Folgen der vierten Staffel sowie Bonusmaterial: - Dokumentation: „Die Stars von Staffel 4“ - Folge „Das Spezialmenü“ mit Audiokommentar - Booklet mit Episodenguide und Geschichten aus der Gruft Comic                                          | 3     |
| Geschichten aus der Gruft: Die komplette fünfte Staffel  | 7. November 2011 | Enthält alle 13 Folgen der fünften Staffel sowie Bonusmaterial: - Animiertes Comic" - Artwork-Galerie - Comic-Story "Eine göttliche Komödie - Making-Of the Comic-Story - Booklet mit Episodenguide und Geschichten aus der Gruft Comic                          | 3     |
| Geschichten aus der Gruft: Die komplette sechste Staffel | 20. Juli 2012    | Enthält alle 15 Folgen der sechsten Staffel sowie Bonusmaterial: - Booklet mit Comic-Story „Tödlich beschwipst“ - Crypt Keeper-Galerie - Making-Of the Comic-Story - Animiertes Comic „Geschichte ohne Ende“ - Booklet mit Episodenguide                         | 3     |
| Geschichten aus der Gruft: Die komplette siebte Staffel  | 25. Januar 2013  | Enthält alle 13 Folgen der siebten Staffel sowie Bonusmaterial: - Comic & Behind the Scenes-Galerie - Comic-Story „Rotkäppchen & der böse Wolf“ - Making-Of the Comic-Story - Animiertes Comic „Mit den Augen einer Frau“ - Episoden-Guide - 12-seitiges Booklet | 3     |

Des Weiteren ist am 29. Juli 2011 eine Blu-ray Disc aus dem Hause Starlight Film erschienen. Diese enthält wieder die 32 ausgewählten Episoden in ihren gekürzten FSK-18-Versionen. Zudem liegen die Episoden nur in SD-Qualität vor, worauf jedoch auf dem Cover hingewiesen wird.
Am 22. September 2014 erschien im Label ’84 Entertainment die komplette Serie in einem Megabook auf DVD. Dieses ist wie das Buch des Gruftwächters gestaltet und auf 500 Exemplare limitiert. Da alle Folgen ungeschnitten vorliegen, wird die Box ohne Altersfreigabe veröffentlicht.
Am 9. September 2018 wurde die komplette Serie auf Blu-ray veröffentlicht. Es sind 3 Mediabooks mit unterschiedlichen Covers auf dem Markt.